# Kuronen (ö i Nordöstra Savolax)
Kuronen är en ö i Finland. Den ligger i sjön Vuotjärvi och i kommunen Kuopio (tidigare Juankoski) i den ekonomiska regionen  Nordöstra Savolax ekonomiska region  och landskapet Norra Savolax, i den centrala delen av landet, 400 km nordost om huvudstaden Helsingfors. Öns area är 35,8 hektar och dess största längd är 1 kilometer i sydöst-nordvästlig riktning.